# Le Grau-du-Roi
Le Grau-du-Roi település Franciaországban, Gard megyében. Lakosainak száma 8513 fő (2022. január 1.). Le Grau-du-Roi Saintes-Maries-de-la-Mer, Aigues-Mortes és La Grande-Motte községekkel határos.

## Népesség
A település népességének változása:
| Lakosok száma | 3354 | 4152 | 5253 | 7892 | 8421 | 8434 | 8517 | 8419 | 8356 | 8513 |
|               | 1968 | 1982 | 1990 | 2006 | 2013 | 2015 | 2017 | 2019 | 2020 | 2022 |